# Dasyophthalma anaxandra
Dasyophthalma anaxandra är en fjärilsart som beskrevs av Pierre André Latreille och Jean Baptiste Godart 1824. Dasyophthalma anaxandra ingår i släktet Dasyophthalma och familjen praktfjärilar. Inga underarter finns listade i Catalogue of Life.